# Billy Garrett
Billy Garrett, ameriški dirkač Formule 1, * 24. april 1933, Princeton, Illinois, ZDA, † 15. februar 1999, Glendale, Kalifornija, ZDA.
Billy Garrett je pokojni ameriški dirkač, ki je med letoma 1956 in 1958 sodeloval na ameriški dirki Indianapolis 500, ki je med letoma 1950 in 1960 štela tudi za prvenstvo Formule 1. Najboljši rezultat je dosegel na dirki leta 1956, ko je zasedel šestnajsto mesto. Umrl je leta 1999.